# Epiperola grandiosa
Epiperola grandiosa is een vlinder uit de familie van de slakrupsvlinders (Limacodidae). De wetenschappelijke naam van de soort is voor het eerst geldig gepubliceerd in 1911 door Paul Dognin. De soort komt voor in Frans Guyana.